# یواس‌اس واتا (وای‌تی-۱۴۰)
یواس‌اس واتا (وای‌تی-۱۴۰) (به انگلیسی: USS Wahtah (YT-140)) یک کشتی بود که طول آن ۱۰۰ فوت ۹ اینچ (۳۰٫۷۱ متر) بود. این کشتی در سال ۱۹۳۹ ساخته شد.